# 奈良市立青和小学校
奈良市立青和小学校（ならしりつ せいわしょうがっこう）は、奈良県奈良市百楽園4丁目にある公立小学校。

## 沿革
- 1970年（昭和45年）4月1日 - 開校。
- 2010年（平成22年） - 創立40周年を迎えた。その記念として、児童、教員が帽子をかぶり、校章を地上絵であらわし航空写真での記念撮影が行われた。
- 2020年（令和3年） - 創立50周年を迎えた。その記念として風船飛ばしや、航空写真での記念撮影が行われた。

## クラブ活動
- 将棋、パソコン(2020年から無）、漫画、工作、卓球、科学、バドミントン、球技、軽スポーツ、手芸、（2020年から）昔遊び

## 通学区域
- 学園赤松町、学園北一丁目、学園新田町、学園緑ヶ丘一丁目、学園緑ヶ丘二丁目、学園緑ヶ丘三丁目、鶴舞西町の一部（2番街区、3番街区）、富雄北三丁目の一部（14番1号）、百楽園一丁目、百楽園二丁目、百楽園三丁目、百楽園四丁目、百楽園五丁目、南登美ヶ丘[1]

※卒業後は基本的に奈良市立二名中学校に進学する。

## 著名な出身者
- 田村亮介（プロサッカー選手）
- 山中伸弥（医学者） - 2012年ノーベル生理学・医学賞受賞　※4年生時に東大阪市立枚岡東小学校から転入

## 通学区域が隣接している学校
- 奈良市立二名小学校
- 奈良市立鶴舞小学校
- 奈良市立あやめ池小学校
- 奈良市立三碓小学校
- 奈良市立富雄北小学校